# Ала Бајанова
Ала Николајевна Бајанова (рус. Алла Николаевна Баянова, рум. Alla Baianova), при рођењу Левицка (Левицкая; Кишињев, 18. мај 1914 — Москва, 30. август, 2011) румунска, совјетска и руска била је певачица и композиторка; народна уметница Руске Федерације (1999).